# 村山千代
村山 千代（むらやま ちよ、1981年4月20日 - ）は、ライムライト所属のアナウンサー。

## 来歴
- 新潟県長岡市出身。
- 長岡市立東北中学校、新潟県立長岡高等学校（理数科）、早稲田大学第一文学部フランス文学専修卒業。
- 2004年4月から2013年3月までの間、新潟総合テレビのアナウンサーとして活動。
- 2014年4月より、ライムライトに所属。
  - 2014年4月より2015年3月までの間は、テレビ埼玉の契約アナウンサーとして活動した[1]。

## 人物
- 身長166cm、血液型O型。
- 姉は元新潟テレビ21アナウンサーで、現在、自由民主党所属の前参議院議員、塚田一郎夫人の村山志保である。姉と小学校から大学まで同じ学校を卒業し、更に同じく新潟の民放アナウンサーとして就職した。
- 愛称は千代さんなど
- 趣味：シール集め、テレビ観賞、映画鑑賞、絵を描くこと、読書（特に漫画が多い）、柔軟体操。
- 新潟総合テレビが新潟市内（現：中央区）の上所に本社を置いていた時代の最後に入社したアナウンサーである。
- 新潟総合テレビ時代のショートカット[2]から約5年間髪を伸ばし続けて『TOKYOインフォメーション』担当時には腰までの超ロングヘアになっていたが、2018年2月に髪を31cmバッサリ切ってヘアドネーションを行った[3]。

## 出演番組・作品

### テレビ

#### 新潟総合テレビ時代
- NSTスーパーニュース - キャスター(月～水)
- TVウォッチング (交代制)
- NSTゴールデンニュース (交代制)
- イベントナビ (交代制)
- スマイルスタジアムNST(2004年頃～2009年3月27日まで)
- シネマスタジアム - ナビゲーター担当
- NSTニュース3:57 (交代制、2009年3月で番組終了)

#### テレビ埼玉時代
- ニュース930 (テレビ埼玉)キャスター（火・水）
- ウィークエンド930
- News&Weather(平日昼)（不定期(火・水は担当しない)）
- テレ玉イブニングNEWS（主に火・水）

#### フリー時代(現在)
- TOKYOインフォメーション（TOKYO MX） 月～水曜日担当、 2016年10月 - 2019年3月
- 東京ホンマもん教室(TOKYO MX,2022年4月9日[4]-2024月3月23日[5][6][7])

#### テレビドラマ
- 松本清張没後20年特別企画・疑惑 (フジテレビ,2012年11月9日) アナウンサー役　※新潟が舞台となっており、NSTが協力していた
- 民衆の敵〜世の中、おかしくないですか!?〜 (フジテレビ,2017年10月23日）アナウンサー役[8]
- 親愛なる僕へ殺意をこめて 第3話(フジテレビ,2022年10月19日) - レポーター役[9]
- 君が心をくれたから 第3話(フジテレビ,2024年1月22日) - 司会者役[10][11]
- イップス 第3話(フジテレビ,2024年4月26日) - 司会者役[12]

### ラジオ
- FM yokohama ニュースキャスター 2015年4月 - 2023年3月

### Web
- 霞が関リークス(月刊) キャスター 2021年4月[13] - 現在